# 小笄
小笄（ここうげ）は、丹沢山地の丹沢主稜にある標高1,288mの山である。神奈川県相模原市緑区と足柄上郡山北町の境に位置し、丹沢大山国定公園に属する。
小笄から大笄までは急な箇所が多く、鎖場や鉄梯子が断続する。

## 周辺の山など
南東
- 大笄（1,510m）
- 熊笹ノ峰（1,523m）
- 檜洞丸（1,601m）

北西
- 犬越路（1,060m）
- 大室山（1,588m）